# Kolorymetr
Kolorymetr (tintometr) – przyrząd optyczny służący do wykonywania pomiaru barwy badanego roztworu, tzw. pomiarów kolorymetrycznych.
Rodzaje kolorymetrów:
- kolorymetr wizualny (trójbarwny) – pomiaru takiego dokonuje się przez zrównanie barw 2 części pola widzenia, z których jedna ma barwę badaną, druga zaś – uzyskaną przez nałożenie trzech barw podstawowych na białym tle przy odpowiednich natężeniach. Składowe wiązki świetlnej o tych barwach są wydzielane ze światła porównawczego za pomocą odpowiednich filtrów lub pryzmatu. Zmianę natężenia uzyskuje się stosując kliny fotometryczne lub przesłony[1].

- kolorymetr obiektywny – działanie to polega na pomiarze prądów fotoelektrycznych odbiornika światła (w tym przypadku fotodetektora) przesłoniętego kolejno jednym z trzech filtrów. Są one tak dobrane aby krzywa czułości widmowej była zbliżona do jednej z krzywych składowych trójchromatycznych widmowych dla danego układu kolorymetrycznego. Stosowane są m.in. do kontroli barw: źródeł światła, barwników, filtrów barwnych, czy również ekranów kineskopów kolorowych[1].

Odmianą kolorymetru obiektywnego jest kolorymetr różnicowy. Jego działanie polega na wyznaczaniu różnicy pomiędzy barwą badaną i barwą wzorca.
Według większości źródeł kolorymetr został wynaleziony przez Jana Szczepanika.